# Aldo Gugolz

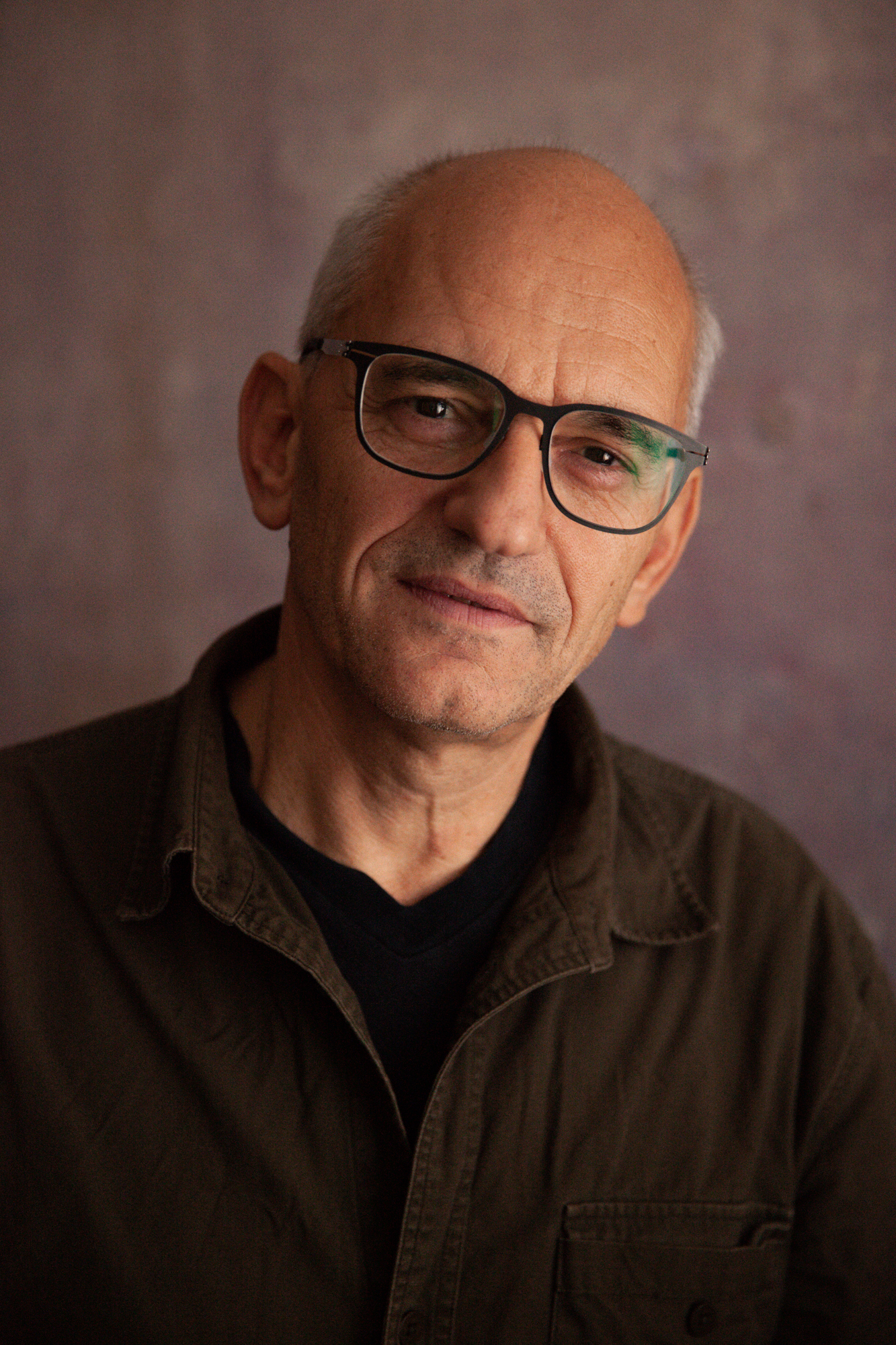
Aldo Gugolz (2023)

Aldo Gugolz (* 24. Juni 1963 in Luzern) ist ein Schweizer Regisseur, Autor, Kameramann und Filmproduzent. 

## Filmproduktionen
Bekannt wurde er mit seinem Kinodokumentarfilm Rue de Blamage, in dem er Einblicke in das Leben von Personen gewährte, die an der Baselstrasse in Luzern wohnen oder arbeiten. Mit dem Kinodokumentarfilm Kühe auf dem Dach gewann er unter anderem 2020 den Prix du Jury am Dokumentarfilmfestival Visions du Réel in Nyon und 2021 den Innerschweizer Filmpreis der Albert-Koechlin-Stiftung sowie die Genziana d’oro Miglior film am Trento Film Festival. Lobende Erwähnung in der Presse fand auch der Film Omegäng, in dem die Deutschschweizer Mundarten aus ganz verschiedenen Perspektiven thematisiert werden.

## Leben
Gugolz wuchs in Luzern auf, wo er von 1980 bis 1984 als Lokalreporter für die ortsansässigen Tageszeitungen fotografierte und Artikel schrieb. Nach der Matura studierte er zunächst an der Universität Zürich die Fächer Politologie, Publizistik und Kommunikationswissenschaft und anschliessend von 1984 bis 1992 an der Hochschule für Fernsehen und Film München die Fächer Dokumentarfilm und Fernsehpublizistik.
Seither arbeitet er als freiberuflicher Regisseur und Kameramann. Von 2004 bis 2014 wirkte er zudem als Dozent für Dokumentarfilmpraxis an der Berufsschule Winterthur. 2007 gründete er zusammen mit Christina Caruso, einer freischaffenden Filmproduzentin und Theaterpädagogin, die Produktionsfirma revolumenfilm in Luzern.
Gugolz lebt in einer Partnerschaft mit der deutschen Kamerafrau und Professorin Susanne Schüle.

## Auszeichnungen
Preise
- Kühe auf dem Dach:
  - 2020: «Prix du Jury» für «den innovativsten langen Dokumentarfilm», Dokumentarfilmfestival Visions du Réel in Nyon[4]
  - 2021: «Innerschweizer Filmpreis» der Albert-Koechlin-Stiftung[5]
  - 2021: «Genziana d’oro Miglior film – Gran Premio “Città di Trento”», Trento Film Festival[6][7]
  - 2021: «Diable d’or», Festival international du film alpin des Diablerets[8]
  - 2021: «Luis Trenker Award», Dolomitale Filmfestival
  - 2021: «Prix du Jury», Festival international du film de montagne d’Autrans
  - 2021: «Special Award» der Art Hub Foundation, Apricot Tree Festival, Eriwan (Armenien)
  - 2021: «Best Film», Sebastopol Filmfest, Kalifornien
  - 2023: «Lobende Erwähnung», Nonfiktionale – Festival des dokumentarischen Films, Bad Aibling[9]
- Wir zwei:
  - 2009: IF Award, Fernsehpreis für Integration, München

Nominationen
- 2024 – Omegäng: Nomination für den «Prix du Public»[10]
- 2017 – Rue de Blamage: Nomination für den «Prix Soleure»[11]

## Filmografie (Auswahl)
- 2024: Omegäng (Regie, Drehbuch, Link)
- 2023: Il mondo di Guido (Regie, Drehbuch)
- 2020: Anche stanotte le mucche danzeranno sul tetto / Kühe auf dem Dach (Regie, Drehbuch)
- 2017: Rue de Blamage (Regie, Drehbuch mit Christina Caruso)
- 2011: Stets gerne für Sie beschäftigt, …  (Regie)
- 2011: Spaghetti, Sex und Videos / Verführt und Erpresst (Regie, Drehbuch mit Romeo Regenass)
- 2009: Wir zwei (Regie, Drehbuch)
- 2001: Leben ausser Atem (Regie, Drehbuch)
- 2000: Hello, oder grüezi As We Say In Switzerland (Regie)
- 1997: Zeit im Fluss (Regie)
- 1995: Zwei Kämpfe (Regie)
- 1993: Special Olympics (Regie)
- 1991: Warum ist hier alles so anders? (Regie)
- 1989: Einmal, bitte! (Regie)
- 1988: Oedenwaldstetten II (Co-Regie)